# 韦讷 (杜省)
韦讷（法語：Vennes，法語發音：[vɛn]）是法国杜省的一个市镇，属于蓬塔利耶区。

## 地理
韦讷（47°9'10"N, 6°32'50"E）面积7.31 平方千米，位于法国勃艮第-弗朗什-孔泰大區杜省，该省份为法国东部内陆省份，北起上索恩省，西接汝拉省，东部及东南部与瑞士接壤，东北部与贝尔福地区省接壤。
与韦讷接壤的市镇（或旧市镇、城区）包括：富尔内-吕桑、吉扬韦讷、洛赖、奥尔尚韦讷、普兰布瓦韦讷。

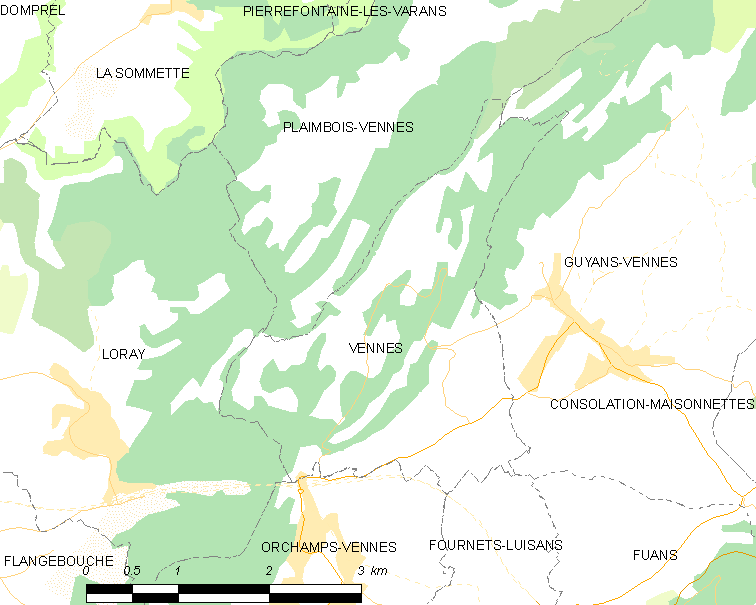
的OSM定位图

韦讷的时区为UTC+01:00、UTC+02:00（夏令时）。

## 行政
韦讷的邮政编码为25390，INSEE市镇编码为25600。

## 政治
韦讷所属的省级选区为瓦尔达翁县。

## 人口

1962-2008年间人口变化图示

韦讷于2022年1月1日时的人口数量为243人。